# لوكس جوجانج
لوكس جوجانج (بالألمانية: Lukas Gugganig)‏ (14 فبراير 1995 في النمسا - ) هو لاعب كرة قدم نمساوي في مركز الدفاع. شارك مع منتخب النمسا تحت 17 سنة لكرة القدم ومنتخب النمسا تحت 18 سنة لكرة القدم ومنتخب النمسا تحت 19 سنة لكرة القدم ومنتخب النمسا تحت 20 سنة لكرة القدم ومنتخب النمسا تحت 21 سنة لكرة القدم ومنتخب النمسا لكرة القدم. أما مع النوادي، فقد لعب مع إف إس في فرانكفورت ونادي ريد بل سالزبورغ ونادي ليفيرينج.

## وصلات خارجية
- لوكس جوجانج على موقع قاعدة بيانات كرة القدم.إي يو (الإنجليزية)
- لوكس جوجانج على موقع Soccerway.com (الإنجليزية)
- لوكس جوجانج على موقع عالم كرة القدم.نت (الإنجليزية)
- لوكس جوجانج على موقع AS.com (الإسبانية)